# Establo Miyagino

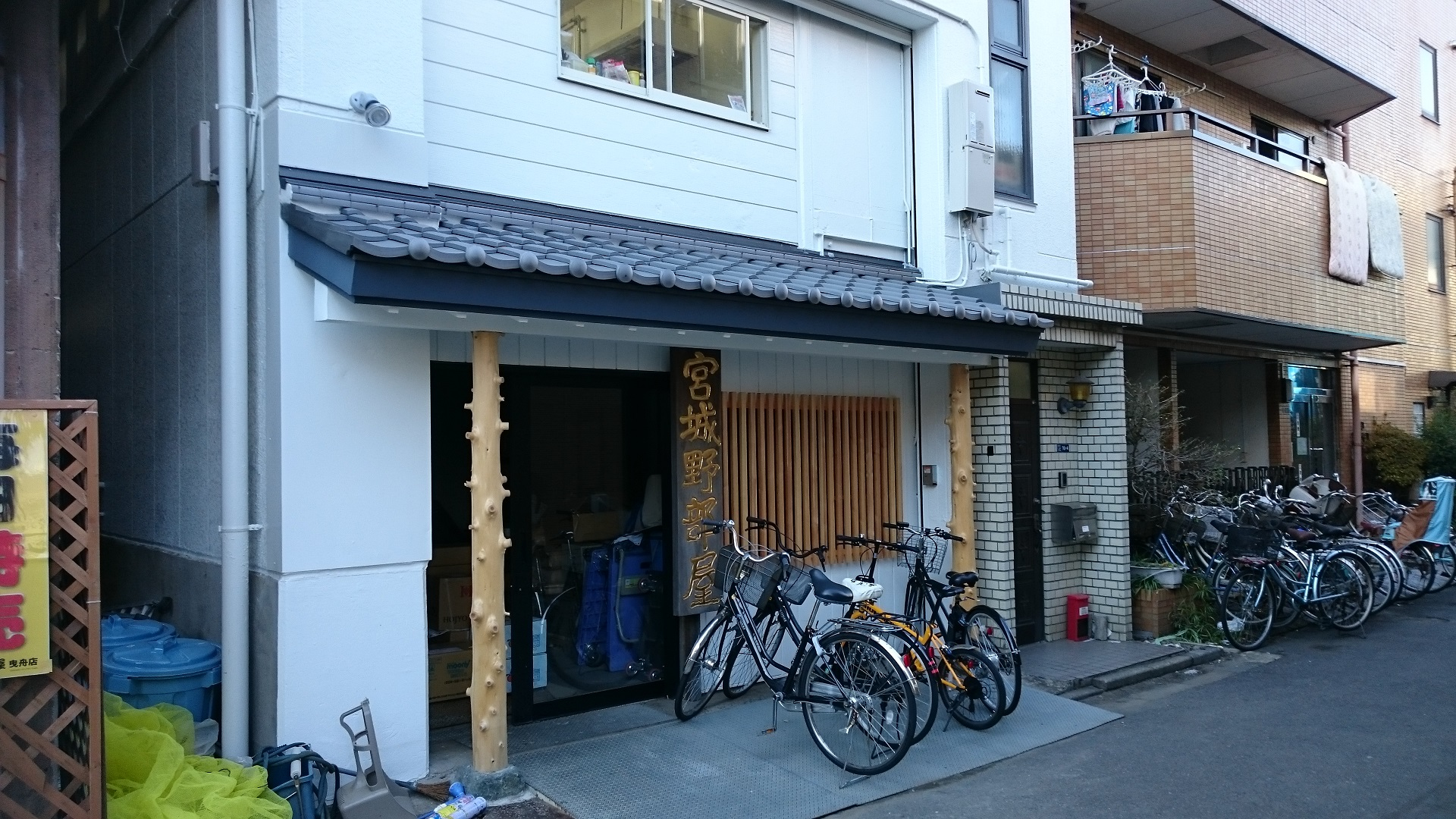
Antiguas instalaciones del Establo Miyagino en el distrito de Yahiro

El Establo Miyagino (宮城野部屋, Miyagino-beya) fue un establo de entrenamiento de sumo profesional. El recinto formó parte del ichimon Isegahama. Fue fundado por el cuadragésimo tercer (43°) yokozuna Yoshibayama como el Dōjō Yoshibayama mientras aún era luchador activo, renombrándolo luego en 1960 al nombre que tiene actualmente. Para enero de 2023, el establo poseía un total de 20 luchadores, dos de ellos con estatus de sekitori.
En marzo de 2024, la Asociación Japonesa de Sumo cerró el establo Miyagino tras el surgimiento de un escándalo de abuso físico que involucró al luchador Hokuseihō, perteneciente al establo, y el subsecuente castigo de su maestro, el sexagésimo noveno (69°) yokozuna Hakuhō. Los luchadores y entrenadores que hacían vida en el recinto fueron transferidos al establo Isegahama. En un principio, el establo fue cerrado hasta nuevo aviso, pero luego, en junio de 2025, Hakuhō entregó su renuncia como el último maestro Miyagino ante la Asociación Japonesa de Sumo, dejando al personal del establo bajo la responsabilidad de Isegahama.

## Historia
En agosto de 2004, el exluchador del jūryō Kanechika asumió el control del establo Miyagino en circunstancias controversiales, sucediendo al ex maegashira Chikubayama el cual había estado a cargo desde 1989. Inusualmente, el nuevo maestro pertenecía a un ichimon distinto (Kanechika perteneció al establo Kitanoumi, parte del clan Dewanoumi, durante sus días como luchador activo). Kanechika pudo asumir el control del establo debido a que este contrajo nupcias con una de las hijas de la viuda del noveno (9°) maestro Miyagino, la cual había quedado como propietaria de la posición de toshiyori, prestándosela luego a Chikubayama para poder ejercer como maestro, no obstante, la viuda adoptó a Kanechika como su hijo. Chikubayama, el cual logró llevar al futuro yokozuna Hakuhō a la división makuuchi, se le permitió permanecer como entrenador en el establo al adquirir el nombre de maestro Kumagatani. Sin embargo, en diciembre de 2010, Chikubayama recuperó el nombre y el establo Miyagino después de que Kanechika fuese castigado por la Asociación Japonesa de Sumo tras haber sido filmado discutiendo arreglos de combates.
El establo Miyagino no participó en dos torneos en 2021 debido al brote de COVID-19 en Japón. El establo se retiró del torneo de enero después de que Hakuhō diese positivo en una prueba del virus, y también se retiró del torneo de septiembre después de que Hokuseihō y otro luchador de bajo rango diesen positivo para el virus.
En julio de 2022, la Asociación Japonesa de Sumo anunció que el maestro Magaki (en aquel momento Hakuhō) y el maestro Miyagino (ex maegashira Chikubayama) intercambiarían nombres, por lo que Hakuhō se convirtió en el décimo tercer (13°) maestro Miyagino, asumiendo oficialmente el control del establo. En agosto de ese mismo año, el establo Miyagino también cambió de ubicación por segunda vez en siete años, mudándose a las instalaciones del difunto establo Azumazeki.

### Reclutamiento
El establo tuvo vínculos cercanos con el programa de sumo de la Escuela Secundaria Tottori Jōhoku, del cual provinieron Hakuōhō, Hokuseihō e Ishiura, todos egresados. El padre de Ishiura es el entrenador del equipo de sumo de la escuela.
Bajo la recomendación de Hakuhō, el establo empezó a reclutar talentos prometedores. En 2020, cuando Hakuhō no era maestro todavía, el establo reclutó a Hokuseihō, un joven luchador de 2 metros proveniente de Mongolia. Debido a Hokuseihō había sido criado en Hokkaido a partir de los cinco años, Miyagino pudo eludir la norma de "un luchador extranjero por establo" impuesta por la Asociación Japonesa de Sumo. Hokuseihō obtuvo varios campeonatos consecutivos en la segunda mitad de 2020, con registros perfectos en las divisiones jonokuchi, jonidan y sandanme. En julio de 2021, este obtuvo el campeonato en la división makushita, siendo luego promovido a la división jūryō. Hokuseihō alcanzó a entrar en la división makuuchi en marzo de 2023, logrando llegar al rango de maegashira #6 poco tiempo después.
En julio de 2022, Hakuhō reclutó al joven de 23 años Kawazoe Keita, un yokozuna universitario, para incorporarlo al establo Miyagino. Debido a los logros deportivos de Kawazoe en la universidad, este pudo entrar al circuito profesional mediante el sistema makushita tsukedashi, empezando su carrera en el sumo desde el rango makushita #15. El 1 de diciembre, se anunció que el establo había reclutado al joven Ochiai Tetsuya, el cual fue dos veces yokozuna de secundaria. Similar a Kawazoe, los logros deportivos de Ochiai en su escuela le permitieron entrar circuito profesional mediante el sistema makushita tsukedashi, empezando desde el rango makushita #15. Tras demostrar un rendimiento excepcional en su primer torneo profesional, Ochiai pudo obtener el campeonato de la división makushita con un registro de victorias perfecto, asegurando su pronta promoción a la división jūryō, la primero para un makushita tsukedashi. Tras este logro, Ochiai se convirtió en el cuarto sekitori del establo Miyagino y el primer luchador en alcanzar este estatus desde que Hakuhō asumió el control como maestro. Ochiai recibió el shikona (nombre de ring) Hakuōhō antes de su debut en la división makuuchi.
En febrero de 2024, el establo reclutó al joven Matsui Kanato, egresado de la Secundaria Jōhoku y el cual estuvo clasificado entre los ocho mejores luchadores corporativos nacionales, convirtiéndose en el primer luchador en calificar para el estatus de tsukedashi desde que la Asociación Japonesa de Sumo estableció el nuevo sistema en septiembre de 2023. Este reclutamiento convirtió a Matsui en el primer tsukedashi en comenzar su carrera desde los rangos bajos del makushita en 24 años, empezando desde el makushita tsukedachi #60.

### Acusaciones de abuso de Hokuseihō
Tras el torneo de enero de 2024, la Asociación Japonesa de Sumo abrió una investigación en contra de Hokuseihō debido a acusaciones de que este había abusado físicamente a otros luchadores de su establo. El Comité de Cumplimiento de la Asociación de Sumo eventualmente halló que las acusaciones era verídicas. Hokuseihō entregó su renuncia el 22 de febrero de 2024, un día antes de que el gabinete de la asociación tomará acción según la recomendación del comité (lo cual incluyó el retiro de Hokuseihō y la degradación de Miyagino a dos rangos inferiores en la jerarquía de los toshiyori).
El 23 de febrero de 2024, la Asociación Japonesa de Sumo recibió y aceptó la renuncia de Hokuseihō. Hakuhō fue degradado del rango de iin (miembro de comité) al rango más bajo de toshiyori (anciano), y además recibió un reducción salarial del 20% por tres meses. Adicionalmente, la asociación tomó acciones para remover definitivamente a Hakuhō de su cargo como maestro, anunciando que un miembro del ichimon Isegahama sería nombrado como  maestro temporal del establo Miyagino para el torneo de marzo de 2024. Además, el mismo clan se encargaría de supervisar el entrenamiento de los luchadores del establo por un período de tiempo indefinido. Tras la publicación del banzuke del torneo de marzo de 2024, se anunció que Tamagaki (ex komusubi Tomonohana), el cual trabajaba como entrenador en el establo Ōshima, sería nombrado maestro temporal de Miyagino.

### Cierre del establo
En una reunión de ancianos/ejecutivos llevada a cabo antes del torneo de marzo de 2024 en Osaka, Hakuhō se disculpó por los inconvenientes ocasionados. El ichimon Isegahama se reunió para discutir algunas opciones para el establo. Se reportó que algunas de las opciones incluían nombrar a otro maestro para que asumiese el control del establo, así como también el cierre del mismo y la transferencia de los luchadores y el personal a otros establos del clan Isegahama. En el primer día del torneo de marzo, el ichimon Isegahama envió una propuesta a la Asociación Japonesa de Sumo para cerrar el establo Miyagino desde abril de 2024, y posiblemente restituirlo otra vez en el futuro. Algunas noticias emitidas tras las reuniones sugerían que los miembros del establo ya había procedido a aceptar que el recinto cerraría definitivamente. A mediados de marzo, surgieron planes para transferir el personal del establo Miyagino a uno o más establos del ichimon Isegahama. Pronto se volvió aparente que la solución preferida era transferir a todo el personal a un solo establo, mientras que los planes para las transferencias a los establos Ōshima y Asakayama fueron rechazados (el primero por la asociación y el segundo por el mismo maestro Asakayama).
La cadena de noticias japonesa NHK reportó tras el torneo de marzo que una propuesta había sido puesta en marcha para trasladar al personal del establo Miyagino al establo Isegahama, liderado entonces por el ex yokozuna Asahifuji. El 28 de marzo de 2024, la Asociación Japonesa de Sumo anunció formalmente el cierre del establo Miyagino y la transferencias de sus luchadores y entrenadores al establo Isegahama. La placa de madera en la entrada del establo fue removida el 3 de abril, y el personal completó la mudanza a Isegahama el 7 de abril. El entrenamiento de los luchadores de Miyagino en el establo Isegahama empezó al día siguiente, y Asahifuji comentó que esperaba que Hakuhō pudiese guíar al grupo de 40 luchadores para enseñarles sus habilidades como yokozuna.
En relación al cierre del establo, el exluchador Ishinriki le comentó a Tokyo Sports que la fusión de los dos establos se vería truncado por un cierto número de obstáculos, citando particularmente la diferencia de personalidad y las tensiones pasadas entre Terunofuji y Hakuhō las cuales complicarían la coexistencia de ambos y también por el hecho de que el establo Miyagino incluyó a luchadores de menor rango los cuales tendrían que mantener un perfil bajo en sus nuevas posiciones, como fue el caso del establo Fujishima al fusionarse con el establo Futagoyama en 1993. De acuerdo con Ishinriki, la situación podría durar hasta el retiro definitivo de Isegahama en julio de 2025.
Tras el torneo de mayo de 2024, se anunció que cuatro luchadores de bajo rango los cuales habían comenzado su carrera profesional en el establo Miyagino (siendo luego transferidos a Isegahama) habían decidido retirarse del sumo. De acuerdo con reportes, varios luchadores de Miyagino se sentían orgullosos de haber estado asociados al nombre Miyagino, y no aceptaban ser transferidos a otro establo.
El 29 de mayo de 2025, la Asociación Japonesa de Sumo declaró en una reunión ordinaria del gabinete de directores que el asunto de levantar el castigo a Miyagino sería discutido en una reunión extraordinaria, la cual se llevaría a cabo el 2 de junio para coincidir con el retiro definitivo del maestro Isegahama (ex yokozuna Asahifuji). Sin embargo, al mismo tiempo, la prensa hizo eco de la voluntad de Miyagino de renunciar a su posición en la asociación definitivamente, citando particularmente su indisposición a continuar su trabajo como maestro en el establo Isegahama tras el retiro de Asahifuji, y cuyo nuevo dueño sería Terunofuji, aunque también por el hecho de no haber establecido un período de tiempo límite o razones claras para la restitución del establo Miyagino. El 2 de junio, se confirmó en un comunicado a la prensa de parte de la asociación que Miyagino efectivamente se retiraría, oficializando el cierre del establo y manteniendo la custodia del personal del establo Miyagino bajo el control de Isegahama.
En una rueda de prensa de retiro realizada para Hakuhō el 9 de junio de 2025, Asahifuji (el cual adquirió la posición de maestro/anciano de Hakuhō, convirtiéndose en el nuevo maestro Miyagino) le comentó a los reporteros que si un exluchador del establo Miyagino adquiriese el nombre de maestro Miyagino, este haría todo lo posible para ayudarle a restituir el heya.

## Nombres de ring
Varios luchadores de este establo solían adoptar nombres de ring o shikona con el caracter "Hō" (鵬), significando peng, y extraído del nombre del último maestro y dueño del establo, el sexagésimo noveno (69°) yokozuna Hakuhō Shō.

## Dueños
- 2022–2024: El décimo tercer (13°) Miyagino (el sexagésimo noveno (69°) yokozuna Hakuhō Shō)
- 2010–2022: El décimo segundo (12°) Miyagino (ex maegashira Chikubayama)
- 2004–2010: El décimo primer (11°) Miyagino (ex jūryō Kanechika)
- 1989–2004: El décimo (10°) Miyagino (ex maegashira Chikubayama)
- 1977–1989: El noveno (9°) Miyagino (ex komusubi Hirokawa)
- 1960–1977: El octavo (8°) Miyagino (el cuadragésimo tercer (43°) yokozuna Yoshibayama)

## Exluchadores destacados
- Hakuhō (el sexagésimo noveno (69°) yokozuna)
- Myōbudani (mejor rango: sekiwake)
- Mutsuarashi (mejor rango: sekiwake)
- Hirokawa[ja] (mejor rango: komusubi)
- Kōryū[ja] (mejor rango: maegashira)
- Wakayoshiba[ja] (mejor rango: maegashira)
- Chikubayama (mejor rango: maegashira)
- Daishin (mejor rango: maegashira)
- Kōbō (mejor rango: maegashira)
- Arashiyama (mejor rango: maegashira)
- Ryūō (mejor rango: maegashira)
- Daikihō[ja] (mejor rango: maegashira)
- Ishiura (mejor rango: maegashira)
- Hokuseihō (mejor rango: maegashira)
- Hakuōhō (mejor rango: maegashira)
- Enhō (mejor rango: maegashira)
- Kihō (mejor rango: jūryō)
- Tenshōhō[ja] (mejor rango: jūryō)

## Entrenadores
- Magaki Yoshito (toshiyori, ex maegashira Ishiura Shikanosuke)

## Gyōji
- Shikimori Seisuke (sandanme gyōji, de nombre real: Koshi Saikawa)

## Yobidashi
- Ryūji (makuuchi yobidashi, de nombre real: Ryūji Takahashi)

## Tokoyama
- Tokoshun (tokoyama de quinta clase)

## Ubicación y acceso
- Desde 2022: Higashi Komagata 4-6-4, barrio especial de Sumida, Tokio
- Antes de 2022: Yahiro 2-16-10, barrio especial de Sumida, Tokio. A 10 minutos caminando desde la Estación Hikifune (Línea Keisei Oshiage)